# Domenik Hixon
Domenik Hixon (Neunkirchen am Potzberg, 8 ottobre 1984) è un giocatore di football americano statunitense che gioca nei ruoli di wide receiver e kick returner per i Carolina Panthers della National Football League (NFL). Fu scelto nel corso del quarto giro (130º assoluto) del Draft NFL 2006 dai Denver Broncos. Al college ha giocato a football alla Akron University.

## Carriera professionistica

### Denver Broncos
Hixon fu scelto nel corso del quarto giro del Draft 2006 dai Denver Broncos. Nella sua stagione da rookie disputò non disputò alcuna partita, mentre nel 2007 scese in campo 4 volte prima di essere svincolato.

### New York Giants
I New York Giants misero subito sotto contratto Hixon affidandogli presto il compito di specialista nei ritorni. Domenik ricevette un pallone per 5 yard nella gara contro i Minnesota Vikings del 25 novembre 2007. Nell'ultima gara della stagione regolare ritornò il suo primo kickoff per 74 yard in un touchdown contro gli imbattuti New England Patriots. La marcatura di Hixon portò i Giants in vantaggio 14-10 nel secondo quarto ma la squadra finì per essere sconfitta 38-35.
Come principale ritornatore della squadra, Hixon ritornò 10 kickoff ad una media di 25,3 durante la corsa nei Giants verso il Super Bowl XLII. I suoi ritorni fornirono ai Giants delle buone posizioni di campo e aiutarono diverse volte l'attacco a spingersi vengo la end zone. Hixon recuperò un fumble cruciale nella finale della NFC del venti gennaio in un Lambeau Field congelato, vincendo alla fine ai tempi supplementari. Hixon mise a segno anche due tackle come membro degli special team nei playoff 2007.
Hixon giocò una grande partita nella seconda gara di pre-stagione 2008 dei Giants contro i Cleveland Browns, ricevendo due passaggi da touchdown e ritornando un kickoff per 82 yard in un touchdown, tutto nel primo quarto.
Nella settimana 5 della stagione 2008, Hixon fu costretto a partire come titolare quando il ricevitore dei Giants Plaxico Burress fu sospeso per aver violato il regolamento interno della squadra. Hixon ricevette 4 passaggi per 102 yard e un touchdown nella sua prima partenza in carriera come titolare. Lasciò la partita verso la fine del primo tempo per una commozione cerebrale.
Nella 14, Hixon fu nuovamente nominato titolare fino alla fine della stagione a causa della nuova sospensione di Burress dopo che questi si era accidentalmente sparato a una gamba.
Il 16 giugno 2010, Hixon soffrì un infortunio al legamento del ginocchio durante un allenamento dei Giants venendo inserito in lista infortunati per tutto il resto della stagione.
Nella settimana 2 della stagione 2011 contro i Carolina Panthers si ruppe nuovamente lo stesso tendine, rimanendo fuori dai campi di gioco nuovamente per tutta la stagione.
Il 3 marzo 2012, Hixon firmò un prolungamento contrattuale coi Giants, divenendo il terzo ricevitore nelle gerarchie della squadra dopo la partenza di Mario Manningham verso i San Francisco 49ers.
Nella settimana 14 della stagione 2012, Hixon segnò il suo primo touchdown stagionale nella vittoria sui New Orleans Saints.

### Carolina Panthers
Il 3 aprile 2013, Hixon firmò un contratto annuale con i Carolina Panthers. Nella settimana 16 ricevette dal quarterback Cam Newton il passaggio da touchdown della vittoria a 23 secondi dal termine contro i New Orleans Saints, consentendo ai Panthers di qualificarsi per i playoff per la prima volta dal 2008.

## Vittorie e premi
- Super Bowl : 2 Vittorie del Super Bowl (XLII, XLVI)

## Statistiche
| Partite totali             | 39  |
| Partite totali da titolare | 10  |
| Yard su ricezione          | 893 |
| Touchdown su ricezione     | 4   |